# Guachanamá
Guachanamá ist eine Ortschaft und eine Parroquia rural („ländliches Kirchspiel“) im Kanton Paltas der ecuadorianischen Provinz Loja. Die Parroquia besitzt eine Fläche von 287,95 km². Die Einwohnerzahl lag im Jahr 2010 bei 2602. Die Bevölkerungsentwicklung ist rückläufig. Die Parroquia wurde am 29. Mai 1859 gegründet.

## Lage
Ein über 3000 m hoher Bergkamm durchzieht die die Parroquia Guachanamá in Südwest-Nordost-Richtung. Das Verwaltungszentrum Guachanamá liegt auf einer Höhe von 2600 m an dessen Südhang. Der Ort Guachanamá befindet sich 25 km westlich des Kantonshauptortes Catacocha. Der Südosten wird über den Río Playas, ein rechter Nebenfluss des Río Catamayo, entwässert. Der Norden liegt im Einzugsgebiet des Río Puyango, der Westen im Einzugsgebiet des Río Alamor. Der Río Playas und der Río Catamayo begrenzen das Areal im Südosten. Die Fernstraße E35 (Loja–Macará) verläuft durch den Südosten der Parroquia.
Die Parroquia Guachanamá grenzt im Südosten an die Parroquias Catacocha und Sozoranga (Kanton Sozoranga), im Südwesten an die Parroquia Celica (Kanton Celica), im Nordwesten an die Parroquias Alamor, Mercadillo und Vicentino (alle drei im Kanton Puyango), im Norden an die Parroquia Orianga sowie im Osten an die Parroquias Lauro Guerrero und Casanga.